# Селс (Северна Дакота)
Селс (енгл. Selz) насељено је место без административног статуса у америчкој савезној држави Северна Дакота.

## Демографија
По попису из 2010. године број становника је 46.
| Група             | 2000.    | 2010.      |
| Белци             | 0 (0,0%) | 45 (97,8%) |
| Афроамериканци    | 0 (0,0%) | 0 (0,0%)   |
| Азијати           | 0 (0,0%) | 1 (2,2%)   |
| Хиспаноамериканци | 0 (0,0%) | 0 (0,0%)   |
| Укупно            | 0        | 46         |